# Deutsche Leichtathletik-Meisterschaften 1964
Die 64. Deutschen Leichtathletik-Meisterschaften wurden vom 7. bis 9. August 1964 im Berliner Olympiastadion ausgetragen.
Kritisch beäugt wurden die Leistungen bei diesen Meisterschaften im Hinblick auf die bevorstehenden Olympischen Spiele in Tokio sowie auch die dazu noch zu absolvierenden Olympiaausscheidungswettkämpfe, in denen die brisante Rivalität zwischen deutschen Athleten aus Ost und West besonders zum Ausdruck kam. Eine gemeinsame Olympiamannschaft gab es 1964 letztmals, was allerdings zu diesem Zeitpunkt noch niemand wusste.
Wie in den Jahren zuvor wurden weitere Meisterschaftstitel an verschiedenen anderen Orten vergeben:
- Waldläufe – Aßlar, 19. April mit Einzel- / Mannschaftswertungen auf zwei Streckenlängen für die Männer (Mittel- / Langstrecke) und einer Mittelstrecke für die Frauen mit jeweils Einzel- / Mannschaftswertungen
- Marathon (Männer) sowie
50-km-Gehen (Männer) – Karlsruhe, 18. Juli mit jeweils Einzel- und Mannschaftswertungen[2][3]
- Mehrkämpfe (Frauen: Fünfkampf) / (Männer: Fünfkampf und Zehnkampf) – Karlsruhe, 18./19. Juli mit Einzel- und Mannschaftswertungen
- Staffelläufe (Frauen: 4 × 100 m) / (Männer: 4 × 100 m, 4 × 400 m), 3 × 1000 m – Karlsruhe, 19. Juli
D.h. sämtliche Staffeln wurden in diesem Jahr nicht in der Hauptveranstaltung, sondern zusammen mit den an zwei Tagen stattfindenden Mehrkampfmeisterschaften, dem Marathonlauf und dem 50-km-Gehen ausgetragen.

Die folgenden Übersichten fassen die Medaillengewinner und -gewinnerinnen zusammen. Eine ausführlichere Übersicht mit den jeweils ersten sechs in den einzelnen Disziplinen findet sich unter dem Link Deutsche Leichtathletik-Meisterschaften 1964/Resultate.

## Medaillengewinner Männer
| Disziplin                                   | Gold                                                                            | Leistung             | Silber                                                                          | Leistung               | Bronze                                                                  | Leistung               |
| ------------------------------------------- | ------------------------------------------------------------------------------- | -------------------- | ------------------------------------------------------------------------------- | ---------------------- | ----------------------------------------------------------------------- | ---------------------- |
| 100 m                                       | Manfred Knickenberg (Wuppertaler SV)                                            | 10,3 s00             | Fritz Roderfeld (Rot-Weiß Oberhausen)                                           | 10,3 s00               | Heinz Schumann (TG Bremen)                                              | 10,4 s00               |
| 200 m                                       | Heinz Schumann (TG Bremen)                                                      | 21,0 s00             | Alfred Hebauf (SV Salamander Kornwestheim)                                      | 21,1 s00               | Fritz Obersiebrasse (ASV Köln)                                          | 21,3 s00               |
| 400 m                                       | Jürgen Kalfelder (Wuppertaler SV)                                               | 46,4 s00             | Johannes Schmitt (ASV Köln)                                                     | 46,6 s00               | Jörg Jüttner (VfL Wolfsburg)                                            | 47,1 s00               |
| 800 m                                       | Manfred Kinder (Wuppertaler SV)                                                 | 1:48,8 min           | Franz-Josef Kemper (DJK Arminia Ibbenbüren)                                     | 1:48,9 min             | Dieter Bogatzki (USC Mainz)                                             | 1:49,2 min             |
| 1500 m                                      | Harald Norpoth (Preußen Münster)                                                | 3:41,6 min           | Bernd Windel (Polizei-SV Hannover)                                              | 3:42,7 min             | Bodo Tümmler (SCC Berlin)                                               | 3:42,7 min             |
| 5000 m                                      | Werner Girke (VfL Wolfsburg)                                                    | 14:03,2 min          | Wolfgang Zur (Barmer TV 1846 Wuppertal)                                         | 14:30,4 min            | Bernd-Dieter Hecht (Polizei SV Berlin)                                  | 14:34,4 min            |
| 10.000 m                                    | Horst Flosbach (KSV Hessen Kassel)                                              | 29:47,6 min          | Lutz Philipp (LBV Phönix Lübeck)                                                | 30:08,8 min            | Arno Krausse (VfL Wolfsburg)                                            | 30:14,4 min            |
| Marathon                                    | Gideon Papke (SCC Berlin)                                                       | 2:39:25 h000         | Martin Lechner (TuS Bad Aibling)                                                | 2:46:06 h000           | Franz-Wilhelm Wiggershaus (VfL Eintracht Hagen)                         | 2:46:46 h000           |
| Marathon, Mannschaftswertung                | SCC BerlinGideon Papke Hermann Brecht Franz Marowski                            | 8:41:00 h000         | VfL Eintracht HagenFranz-Wilhelm Wiggershaus Helmut Knobloch Misch              | 8:49:38 h000           | SV Darmstadt 98Herbert Hoghoff Walter Weba Helmut Reitz                 | 9:27:45 h000           |
| 110 m Hürden                                | Hinrich John (Hannover 96)                                                      | 14,3 s00             | Werner Trzmiel (VfL Bochum)                                                     | 14,5 s00               | Manfred Jansche (USC Mainz)                                             | 14,6 s00               |
| 200 m Hürden                                | Joachim Hellmich (OSC Berlin)                                                   | 23,4 s00             | Wolfgang Wagner (OSC Höchst)                                                    | 23,6 s00               | Gernot Friese (TSV Marbach)                                             | 23,7 s00               |
| 400 m Hürden                                | Horst Gieseler (VfL Bochum)                                                     | 50,7 s00             | Ferdinand Haas (TSV Bayer 04 Leverkusen)                                        | 50,9 s00               | Guido Müller (SV Salamander Kornwestheim)                               | 51,3 s00               |
| 3000 m Hindernis                            | Alfons Ida (VfL Wolfsburg)                                                      | 8:47,2 min           | Helmut Neumann (SSG Darmstadt)                                                  | 8:48,2 min             | Gerhard Machunze (TV 1860 Immenstadt)                                   | 8:52,6 min             |
| 4 × 100 m Staffel                           | ASV KölnManfred Germar Jürgen Schüttler Johannes Schmitt Fritz Obersiebrasse    | 40,3 s00             | SV Salamander KornwestheimGuido Müller Peter Gamper Dieter Hübner Alfred Hebauf | 40,8 s00               | Eintracht FrankfurtLiederbach Gustav Held Jochen Bender Marcel Wendelin | 40,8 s00               |
| 4 × 400 m Staffel                           | Wuppertaler SVJohannes Kaiser Manfred Kinder Klaus Wengoborski Jürgen Kalfelder | 3:09,2 min           | Karlsruher SCGerhard Stegmann Gerhard Hennige Klaus Weigand Carl Kaufmann       | 3:10,8 min             | SV St. Georg HamburgHoffmeister Harm Bredemeier Isermann Jens Ulbricht  | 3:11,0 min             |
| 3 × 1000 m Staffel                          | SCC BerlinGerhard Kopp Horst Milde Bodo Tümmler                                 | 7:17,6 min           | FSV FrankfurtKlaus Prenner Holger Hintzen Karl Eyerkaufer                       | 7:18,0 min             | ASV KölnMundt Schwarte Jürgen Jaenisch                                  | 7:20,0 min             |
| 20-km-Gehen                                 | Hannes Koch (Hannover 96)                                                       | 1:36:59,4 h00        | Herbert Staubach (Meidericher SV)                                               | 1:36:48,0 h00          | Gert Jannsen (Berliner SC)                                              | 1:37:04,8 h00          |
| 20-km-Gehen, Mannschaftswertung             | Eintracht FrankfurtJulius Müller Gerd Schuth Claus Bartels                      | 5:00:57,4 h00        | Hannover 96Hannes Koch Hans-Jürgen Paul Erich Rodermund                         | 5:08:14,0 h00          | Post-SV TübingenKurt Schreiber Rolf Baur Peter Schulze                  | 5:13:46,6 h00          |
| 50-km-Gehen                                 | Bernhard Nermerich (Eintracht Frankfurt)                                        | 4:46:19,8 h00        | Julius Müller (Eintracht Frankfurt)                                             | 4:52:32,0 h00          | Kurt Schreiber (Post-SV Tübingen)                                       | 5:01:09,2 h00          |
| 50-km-Gehen, Mannschaftswertung             | Eintracht FrankfurtBernhard Nermerich Julius Müller Siegmut Halboth             | 14:57:15,6 h00       | Post-SV TübingenKurt Schreiber Peter Schulze Rolf Baur                          | 16:07:54,2 h00         | SV FriedrichsgabeGerd Nickel Hans-Jürgen Bründel Uwe Ermisch            | 17:18:35,8 h00         |
| Hochsprung                                  | Wolfgang Schillkowski (TB Wülfrath)                                             | 2,06 m               | Wolfgang Spinnler (USC Mainz)                                                   | 2,03 m                 | Ingomar Sieghart (TV Moosburg)                                          | 2,03 m                 |
| Stabhochsprung                              | Wolfgang Reinhardt (TSV Bayer 04 Leverkusen)                                    | 5,05 m               | Wolfgang Pinder (SV Salamander Kornwestheim)                                    | 4,60 m                 | Claus Schiprowski (TSV Bayer 04 Leverkusen)                             | 4,60 m                 |
| Weitsprung                                  | Wolfgang Klein (Hamburger SV)                                                   | 7,85 m               | Armin Baumert (TSV Bayer 04 Leverkusen)                                         | 7,59 m                 | Gerhard Deyerling (TSG Haßloch)                                         | 7,50 m                 |
| Dreisprung                                  | Michael Sauer (USC Mainz)                                                       | 15,86 m              | Günter Krivec (Moerser TV)                                                      | 15,80 m                | Hans-Jörg Müller (SV Saar 05 Saarbrücken)                               | 15,10 m                |
| Kugelstoßen                                 | Dietrich Urbach (TSV 1860 München)                                              | 18,44 m              | Heinfried Birlenbach (Sportfreunde Siegen)                                      | 18,00 m                | Josef Klik (KSV Hessen Kassel)                                          | 17,10 m                |
| Diskuswurf                                  | Josef Klik (KSV Hessen Kassel)                                                  | 53,96 m              | Ferdinand Schladen (ASV Köln)                                                   | 53,96 m                | Jens Reimers (Rot-Weiß Oberhausen)                                      | 53,61 m                |
| Hammerwurf                                  | Uwe Beyer (Holstein Kiel)                                                       | 63,87 m              | Hans Fahsl (TSV Bayer 04 Leverkusen)                                            | 61,58 m                | Hans Wulff (KSV Hessen Kassel)                                          | 60,70 m                |
| Speerwurf                                   | Hermann Salomon (USC Mainz)                                                     | 77,24 m              | Rolf Köhler (TSV Bayer 04 Leverkusen)                                           | 74,79 m                | Eugen Stumpp (TSG Balingen)                                             | 73,96 m                |
| Fünfkampf, 1952er W. 2. Zeile: 1985er Wert. | Hermann Salomon (USC Mainz)                                                     | 3554 P (3740 P)      | Uwe Keiler (TuS 04 Leverkusen)                                                  | 3420 P (3678 P)        | Klaus Beuschel (Polizei SV Berlin)                                      | 3405 P P (3714 P)      |
| Fünfkampf, Mannschaftswertung               | Eintracht FrankfurtRolf Reebs Gustav Held Wolfgang Schultz                      | 9432 P               | Polizei SV BerlinKlaus Beuschel Wolfgang Kardetzky Bernd Podak                  | 9384 P                 | USC MainzHermann Salomon Peter Mörbel Michael Clermont                  | 8793 P                 |
| Zehnkampf, 1952er W. 2. Zeile: 1985er Wert. | Hans-Joachim Walde (USC Mainz)                                                  | 8082 P (7718 P)      | Horst Beyer (VfL Wolfsburg)                                                     | 8026 P (7690 P)        | Willi Holdorf (TSV Bayer 04 Leverkusen)                                 | 7974 P (7581 P)        |
| Zehnkampf, Mannschaftswertung               | TSV Bayer 04 LeverkusenWilli Holdorf Wolfgang Heise Manfred Bäcker              | 22.185 P             | USC MainzHans-Joachim Walde Jürgen Schäps Klaus-Dieter Röper                    | 21.459 P               | TSV VerdenSiegbert Rokitta Wolfram Kowalzik Helmut Plaat                | 17.121 P               |
| Waldlauf Mittelstrecke – 3400 m             | Bodo Tümmler (SCC Berlin)                                                       | 10:00,0 min          | Werner Girke (VfL Wolfsburg)                                                    | 10:05,6 min            | Bernd Windel (Polizei-SV Hannover)                                      | 10:08,0 min            |
| Waldlauf Mittelstrecke, Mannschaftswertung  | Polizei SV BerlinKlaus-Jürgen Lehmann Jörg Balke Bernd-Dieter Hecht             | 18 P (Plätze 7/8/9)  | ASV KölnSiegfried Züchner Willi Gammel Alfred Reusch                            | 36 P (Plätze 12/13/18) | Hamburger SVDieter Lange Blatt Profé                                    | 39 P (Plätze 5/20/21)  |
| Waldlauf Langstrecke – 9400 m               | Harald Norpoth (Preußen Münster)                                                | 29:23,4 min          | Horst Flosbach (KSV Hessen Kassel)                                              | 29:36,2 min            | Günter Nordhausen (FTSV Elmshorn)                                       | 29:39,4 min            |
| Waldlauf Langstrecke, Mannschaftswertung    | KSV Hessen KasselHorst Flosbach Ludwig Müller Hans Hüneke                       | 13 P (Plätze 2/9/10) | SSG DarmstadtGottfried Arnold Helmut Neumann Hans Siegel                        | 20 P (Plätze 5/11/14)  | Hamburger SVWolfgang Fricke Karl-Heinz Paetow Fritz Stutzer             | 32 P (Plätze 13/15/21) |

## Medaillengewinnerinnen Frauen
| Disziplin                     | Gold                                                                           | Leistung              | Silber                                                         | Leistung              | Bronze                                                                       | Leistung               |
| ----------------------------- | ------------------------------------------------------------------------------ | --------------------- | -------------------------------------------------------------- | --------------------- | ---------------------------------------------------------------------------- | ---------------------- |
| 100 m                         | Renate Meyer geb. Rose (Hannover 96)                                           | 11,6 s00              | Erika Pollmann (FC Schalke 04)                                 | 11,7 s00              | Martha Pensberger geb. Langbein (TSV 1860 München)                           | 11,8 s00               |
| 200 m                         | Erika Pollmann (FC Schalke 04)                                                 | 24,1 s00              | Martha Pensberger geb. Langbein (TSV 1860 München)             | 24,3 s00              | Jutta Heine (ASV Köln)                                                       | 24,4 s00               |
| 400 m                         | Erna Maisack (TV Jahn Plaidt)                                                  | 55,2 s00              | Margarete Buscher (Preußen Münster)                            | 55,5 s00              | Reinhilde Nietmann (FC Schalke 04)                                           | 56,4 s00               |
| 800 m                         | Antje Gleichfeld geb. Braasch (TuS Alstertal)                                  | 2:07,4 min            | Anita Wörner (VTV Mundenheim)                                  | 2:08,0 min            | Gerlinde Hefner (Regensburger Turnerschaft)                                  | 2:10,4 min             |
| 80 m Hürden                   | Inge Schell (TSV 1860 München)                                                 | 10,7 s00              | Zenta Kopp geb. Gastl (TSV 1860 München)                       | 10,7 s00              | Erika Fisch (Hannover 96)                                                    | 10,9 s00               |
| 4 × 100 m Staffel             | Hannover 96Renate Meyer geb. Rose Christa Elsler Erika Fisch Liesel Westermann | 47,3 s00              | ASV KölnSchänzler Gerlinde Beyrichen Brucker Jutta Heine       | 47,7 s00              | Hamburger SVGerda Paetow Jutta Stöck Karin Schneider Leonore Koch geb. Tauer | 47,9 s00               |
| Hochsprung                    | Marlene Schmitz-Portz geb. Mathei (ASV Köln)                                   | 1,67 m                | Ilia Hans (SpVgg. Bissingen)                                   | 1,64 m                | Rita Holm geb. Kortum (Eintracht Frankfurt)                                  | 1,60 m                 |
| Weitsprung                    | Helga Hoffmann (ATSV Saarbrücken)                                              | 6,33 m                | Dorothee Sander (TV Rees)                                      | 6,22 m                | Wilma Wildemann geb. Fabert (FC Schalke 04)                                  | 6,06 m                 |
| Kugelstoßen                   | Marlene Klein (LGO Euskirchen)                                                 | 16,01 m               | Liesel Westermann (Hannover 96)                                | 15,58 m               | Gertrud Schäfer (TSV Bayer 04 Leverkusen)                                    | 15,52 m                |
| Diskuswurf                    | Kriemhild Limberg geb. Hausmann (Preussen Krefeld)                             | 53,69 m               | Marlene Klein (LG Olympia Euskirchen)                          | 50,79 m               | Gertrud Schäfer (TSV Bayer 04 Leverkusen)                                    | 49,69 m                |
| Speerwurf                     | Anneliese Gerhards geb. Jansen (TV Lobberich)                                  | 55,51 m               | Ameli Koloska geb. Isermeyer (VfL Wolfsburg)                   | 53,34 m               | Almut Brömmel (TSV 1860 München)                                             | 49,00 m                |
| Fünfkampf, 1955er Wertung     | Helga Hoffmann (ATSV Saarbrücken)                                              | 4643 P                | Ingrid Becker (LG Geseke)                                      | 4558 P                | Zenta Kopp geb. Gastl (TSV 1860 München)                                     | 4479 P                 |
| Fünfkampf, Mannschaftswertung | Hannover 96Christa Elsler Liesel Westermann Christa Sander                     | 12.205 P              | Hamburger SVLeonore Koch geb. Tauer Bärbel Palmié Monika König | 11.667 P              | TuS AlstertalRenate Balck Christel Voß Antje Gleichfeld geb. Braasch         | 11.549 P               |
| Waldlauf – 1300 m             | Antje Gleichfeld geb. Braasch (TuS Alstertal)                                  | 4:14,0 min            | Margarete Buscher (Preußen Münster)                            | 4:16,6 min            | Anita Wörner (VTV Mundenheim)                                                | 4:19,0 min             |
| Waldlauf, Mannschaftswertung  | VfL WolfsburgChrista Luczak Liane Winter Monika Schnieber                      | 13 P (Plätze 4/11/17) | SCC BerlinChrista Basche Neumann Fuhlrott                      | 18 P (Plätze 2/12/21) | Post-SG MannheimRosemarie Nitsch Sigrid König Fleckenstein                   | 28 P (Plätze 10/13/31) |

## Video
- Filmausschnitte u. a. von den Deutschen Leichtathletikmeisterschaften auf filmothek.bundesarchiv.de, Bereich: 4:56 min bis 7:31 min, abgerufen am 3. April 2021